# Arnold Sowinski
Arnold Sowinski (17 de marzo de 1931-2 de abril de 2020) fue un futbolista francés.  

## Biografía
Jugó con RC Lens. También lo entrenó en cuatro ocasiones.

## Vida personal
Sowinski nació en Francia y era de ascendencia polaca.
Falleció a los ochenta y nueve años de la enfermedad de coronavirus COVID-19 causada por el virus del SARS-CoV-2 durante la pandemia de 2020, en Francia.